# Robrecht Bothuyne
Pour les articles homonymes, voir Bothuyne.
Robrecht Bothuyne, né le 16 novembre 1979 à Gand est un homme politique belge flamand, membre de CD&V.
Il est licencié en sciences politiques (UGent);
maîtrise en droit européen.
Il fut collaborateur parlementaire (2002);
conseiller à la politique du marché de l'emploi de l'UNIZO (2003-2006);
conseiller à la politique économique du ministre-président (2007-2009).

## Fonctions politiques
- 2001-2006 : conseiller communal à Kruishoutem
- 2007-     : échevin à Kruishoutem
- député au Parlement flamand :
  - depuis le 7 juin 2009